# Acidaliastis desertoria
Acidaliastis desertoria är en fjärilsart som beskrevs av Hans Rebel 1909. Acidaliastis desertoria ingår i släktet Acidaliastis och familjen mätare. Inga underarter finns listade i Catalogue of Life.